# Ікечукву Езенва
Ікечукву Езенва (англ. Ikechukwu Ezenwa, нар. 16 жовтня 1988, Єнагоа) — нігерійський футболіст, воротар клубу «Еньїмба» та національної збірної Нігерії.

## Клубна кар'єра
У дорослому футболі дебютував 2006 року виступами за команду «Оушен Бойз», в якій провів два сезони.
Своєю грою за цю команду привернув увагу представників тренерського штабу клубу «Гартленд», до складу якого приєднався в липні 2008 року. Відіграв за команду з Оверрі наступні три сезони своєї ігрової кар'єри.
2011 року уклав контракт з клубом «Шаркс», у складі якого провів наступні три роки своєї кар'єри гравця.
З 2014 року два сезони захищав кольори команди клубу «Саншайн Старз».
До складу клубу «Іфеаньї Убах» приєднався 2016 року, де провів також два роки, а з 2018 року ста виступати за клуб «Еньїмба»
.

## Виступи за збірні
У 2007 році зіграв три матчі і пропустив 1 гол за молодіжну збірну Нігерії на чемпіонат світу серед молодіжних команд.
2008 року захищав кольори олімпійської збірної Нігерії. У складі цієї команди провів 1 матч і пропустив 1 гол у кваліфікаційному турнірі. Також був резервним воротарем збірної на літніх Олімпійських іграх у Пекіні, на яких став олімпійським чемпіоном, але на поле не виходив. 
8 вересня 2015 року дебютував в офіційних іграх у складі національної збірної Нігерії в товариському матчі з командою Нігеру.
У травні 2018 року потрапив у розширений список на чемпіонат світу 2018 року у Росії, а згодом потрапив і у фінальну заявку.

## Титули і досягнення
- Срібний олімпійський призер: 2008
- Бронзовий призер Кубка африканських націй: 2019